# Auburn (Alabama)
Auburn – miasto w Stanach Zjednoczonych, w stanie Alabama, w hrabstwie Lee.

## Demografia
W 2019 liczyło ponad 66,2 tys. mieszkańców. W 2023 liczba mieszkańców wzrosła do 82 025 osób (7. co do wielkości miasto stanu Alabama).

## Sport
W mieście rozgrywany jest kobiecy turniej tenisowy (ITF Women Auburn), zaliczany do rangi ITF, z pulą nagród 25 000 $.